# فيضة سلام (الدوادمي)
مركز فيضة سلام؛ هو مركزٌ إداري تابعٌ لمحافظة الدوادمي في منطقة الرياض، ويصنف من فئة (ب) ورمزها 1143.